# 29 июня
29 июня — 180-й день года (181-й в високосные годы) по григорианскому календарю.
До конца года остаётся 185 дней.
До 15 октября 1582 года — 29 июня по юлианскому календарю, с 15 октября 1582 года — 29 июня по григорианскому календарю.
В XX и XXI веках соответствует 16 июня по юлианскому календарю.

## Праздники и памятные дни
- Всемирный день промышленного дизайна[2][3]

См. также: Категория:Праздники 29 июня

### Национальные
- Россия — День партизан и подпольщиков
- Сейшельские острова — День независимости

### Религиозные
Католичество
- Торжество святых Петра и Павла

 Православие
- память священномученика Тигрия, пресвитера, и мученика Евтропия, чтеца (ок. 404)
- память святителя Тихона, епископа Амафунтского (425)
- память преподобного Тихона Медынского, Калужского (1492)
- память преподобного Тихона Луховского, Костромского чудотворца (1503)
- память преподобного Моисея Оптинского (1862)
- память священномучеников Гермогена (Долганёва), епископа Тобольского, Ефрема Долганёва, Михаила Макарова, Петра Корелина, пресвитеров, мученика Константина Минятова (1918)
- память священномученика Иакова (Маскаева), архиепископа Барнаульского (1937)
- перенесение мощей святителя Феофана, Затворника Вышенского (2002)

### Именины
- Католические: Павел, Пётр.
- Православные: Евтропий, Тигрий, Тихон, Михаил.

## События
См. также: Категория:События 29 июня

### До XIX века
- 1174 — Полтава впервые упомянута в Ипатьевской летописи, под названием Лтава. Название Полтава появилось в 1430 году.
- 1540 — Приста Фрюботтин, жертва охоты на ведьм, сожжена на костре.
- 1613 — во время премьеры «Генриха VIII» У. Шекспира сгорел театр «Глобус».
- 1775 — в Митаве (ныне Елгава) торжественно открылось новое учебное заведение — Митавская академическая гимназия.
- 1800 — в Петербурге освятили Мальтийскую капеллу при здании Мальтийского ордена[6].

### XIX век
- 1862 — Битва за Станцию Сэвиджа[англ.].
- 1870 — обнародование в Российской Империи нового Городового положения. Общее руководство городским хозяйством, а также образованием и здравоохранением стало осуществляться городскими думами под контролем правительственных органов.
- 1877 — в Алессандрии изобретатель Энрико Форланини поднял в воздух модель вертолёта с паровым двигателем[7].
- 1880 — Франция присоединила Таити.
- 1881 — суданский проповедник Мухаммед Ахмед провозгласил себя махди (в переводе с арабского «ведомый истинным путём»), то есть мессией, спасителем, и возглавил восстание крестьян и кочевников в Судане против произвола губернаторов-европейцев.
- 1882 — Кукуевская железнодорожная катастрофа.
- 1888 — сделана одна из старейших сохранившихся звукозаписей. Оратория Генделя «Израиль в Египте», исполнявшаяся хором из 4000 голосов на Генделевском фестивале в лондонском Хрустальном Дворце, была записана на усовершенствованный фонограф Эдисона.
- 1900 — в Одессе открылся нелегальный Всероссийский съезд студентов.

### XX век
- 1911 — спущен на воду первый русский дредноут — линкор «Севастополь».
- 1913 — начало Второй балканской войны.
- 1914 — начало первых полётов на самолёте в Арктике. В поисках экспедиции Г. Я. Седова совершают Я. И. Нагурский и Е. В. Кузнецов.
- 1916 — первый полёт самолёта компании «Боинг».
- 1917 — в России на 30 % увеличен налог на прибыли капиталистов.
- 1922 — Фёдор Шаляпин уехал на гастроли за границу и больше в Россию не возвращался.
- 1925 — американец Марвин Пипкин запатентовал электрическую лампочку с матовым покрытием.
- 1931 — папа римский Пий XI осудил вынуждение итальянских детей приносить фашистскую присягу.
- 1932 — в Ленинграде при больнице «Память 25 октября» открылся первый научно-практический институт переливания крови.
- 1935
  - В Германии, на кильской верфи «Дойче верке» тайно спущена на воду подводная лодка U-1 — первая немецкая субмарина, построенная после Первой мировой войны.
  - Состоялась встреча Ромена Роллана с Максимом Горьким.
- 1941
  - Немецкие войска заняли Лиепаю.
  - Переход немецких и финских войск в наступление на Мурманск. Началась оборона Заполярья (продолжалась до октября 1944 года).
- 1944 — по решению Мособлисполкома в Мелихово открыта Музей-усадьба А. П. Чехова.
- 1945 — СССР и Чехословакия подписали договор о присоединении Закарпатской Украины к УССР.
- 1946 — Операция «Агата», арест 2,7 тыс. евреев в Палестине
- 1949 — в Южной Африке стала претворяться в жизнь политика апартеида: введён запрет на смешанные браки.
- 1954 — после отказа физика Роберта Оппенгеймера участвовать в создании водородной бомбы ему был закрыт доступ к секретным разработкам.
- 1955 — на первое место в американском хит-параде поднялась песня «Rock Around the Clock» Билла Хейли и оставалась на нём восемь недель.
- 1956
  - Коломенский завод выпустил свой последний паровоз П36-0251.
  - Мэрилин Монро вышла замуж за американского писателя Артура Миллера (разведутся в 1961 году).
- 1957 — отстранение от власти Пленумом ЦК КПСС так называемой Антипартийной группы — Молотова, Маленкова, Кагановича и других руководителей партии, выступивших против Н. С. Хрущёва.
- 1958 — финал чемпионата мира по футболу: в Стокгольме сборная Бразилии обыграла сборную Швеции со счётом 5:2 и впервые стала чемпионом мира.
- 1964 — создан пульт дистанционного управления телевизором.
- 1972 — в США при рассмотрении дела «Фермен против штата Джорджия» Верховный суд постановил, что смертная казнь противоречит конституции.
- 1973
  - В Чили произошла попытка военного переворота, известная как «танкетасо».
  - Запущена Кольская АЭС, первая в мире атомная электростанция за Северным полярным кругом.
  - Концерт «Deep Purple» в Осаке (Япония) стал их последним выступлением в классическом составе начала 1970-х гг. Иэн Гиллан и Роджер Гловер вновь соединились с группой лишь в 1984 году.
- 1974 — британский хит-парад возглавил французский исполнитель — Шарль Азнавур с песней She.
- 1975 — в Институте ядерной энергии им. Курчатова введена в строй крупнейшая в мире термоядерная установка «Токамак-10».
- 1976 — Сейшельские Острова провозглашены независимым государством.
- 1982 — в Женеве начаты переговоры между СССР и США об ограничении стратегических вооружений.
- 1984 — открыт Минский метрополитен.
- 1985 — в Нью-Йорке бывший «Роллс-Ройс» Джона Леннона продан за 2,229 млн долларов.
- 1986 — финал чемпионата мира по футболу 1986: в Мехико сборная Аргентины обыграла сборную ФРГ со счётом 3:2.
- 1990 — Литва приостановила действие Декларации о суверенитете на время переговоров с правительством СССР.
- 1995
  - В Сеуле рухнул супермаркет Sampoong, погибло 502 человека.
  - Первая реализация программы «Мир — Шаттл». Шаттл «Атлантис» впервые пристыковался к станции «Мир».
- 1996 — при подавлении бунта в тюрьме Абу-Салим (Ливия) убито около 1200 заключённых.
- 2000 — Угандийский референдум по многопартийности.

### XXI век
- 2001 — Кофи Аннан переизбран Генеральным секретарём ООН на второй срок.
- 2002 — вторая битва за Ёнпхёндо.
- 2004 — официальный визит в Ватикан Вселенского Константинопольского патриарха Варфоломея Первого.
- 2007 — в США поступил в продажу первый iPhone.
- 2008 — финал чемпионата Европы по футболу 2008: сборная Испании обыграла сборную Германии, единственный гол забил Фернандо Торрес.
- 2010 — Верховный Суд РФ окончательно запретил «Славянский союз».
- 2012 — Попытка угона китайского авиалайнера в Хотане.
- 2014 — Исламское государство Ирака и Леванта заявило о создании Исламского халифата на захваченных им территориях Сирии и Ирака.

## Родились
См. также: Категория:Родившиеся 29 июня

### До XIX века
- 1136 — Петронила Арагонская (ум. 1173), королева Арагона (1137—1164).
- 1397 — Хуан II (ум. 1479), король Арагона (1458—1479), король Наварры (1425—1479).
- 1516 — Ремберт Додоэнс (ум. 1585), фламандский ботаник, врач, географ, астроном.
- 1746 — Иоахим Генрих Кампе (ум. 1818), немецкий педагог, издатель, писатель и филолог.
- 1784 — Александр Мария Агвадо (ум. 1842), парижский финансист.
- 1793 — Йозеф Рессель (ум. 1857), австрийский инженер и техник-изобретатель чешского происхождения, в 1829 г. построивший первый в мире пароход с гребным винтом.
- 1798 — Джакомо Леопарди (ум. 1837), итальянский поэт, философ.

### XIX век
- 1802 — Михаил Юзефович (ум. 1889), русский публицист, археограф, поэт.
- 1815 — Николай Сазонов (ум. 1862), русский публицист и общественный деятель.
- 1818 — Анджело Секки (ум. 1878), итальянский священник-астроном, директор римской обсерватории.
- 1825 — Лудольф Христоф Эренфрид Крель (ум. 1901), немецкий востоковед.
- 1826 — Шарль Эрнест Бёле (ум. 1874), французский археолог и государственный деятель.
- 1832 — Луиджи ди Чеснола (ум. 1904), собиратель памятников античности, директор музея «Метрополитен» в Нью-Йорке.
- 1841 — Альберт Хирш (ум. 1927), австрийский народный композитор, поэт, певец, актёр, режиссёр и драматург.
- 1848 — Николай Аксаков (ум. 1909), русский литератор, старший брат публициста Александра Аксакова, дальний родственник Сергея, Ивана и Константина Аксаковых.
- 1849 — Сергей Витте (ум. 1915), российский государственный деятель, в 1905—1906 гг. председатель Совета министров.
- 1868 — Джордж Эллери Хейл (ум. 1938), американский астроном, иностранный член-корреспондент АН СССР.
- 1871 — Павел Рябушинский (ум. 1924), российский предприниматель, банкир, политический деятель.
- 1873 — Лео Фробениус (ум. 1938), немецкий исследователь Африки, этнолог.
- 1877 — Петар Кочич (ум. 1916), сербский писатель и общественный деятель.
- 1880 — Людвиг Бек (убит в 1944), генерал-полковник германской армии, лидер заговора 20 июля 1944 г. против А. Гитлера.
- 1882 — Франц Зельдте (ум. 1947), немецкий политик и государственный деятель, рейхсминистр труда (1932—1945).
- 1886 — Юстинас Винцо Веножинскис (ум. 1960), литовский и советский живописец, художественный критик.
- 1888 — Владимир Ветчинкин (ум. 1950), советский учёный в области аэродинамики, лауреат Сталинской премии.
- 1895 — Паоло Яшвили (ум. 1937), грузинский поэт.
- 1897 — Павел Волков (ум. 1970), актёр театра и кино, заслуженный артист РСФСР.
- 1900
  - Антуан де Сент-Экзюпери (погиб в 1944), французский писатель, поэт, эссеист и лётчик.
  - Фридрих Вюрер[англ.] (ум. 1975), австрийский пианист и педагог.

### XX век
- 1901 — Елена Ильина (наст. имя Лия Прейс; ум. 1964), советская писательница.
- 1904 — Павел Петров (ум. 1981), советский оператор научно-популярного кино.
- 1906 — Евгений Майзельс (ум. 1969), советский инженер, специалист в области радиолокации.
- 1907 — Иван Черняховский (ум. 1945), советский военачальник, генерал армии, дважды Герой Советского Союза.
- 1908 — Лерой Андерсон (ум. 1975), американский композитор, соединивший джаз с классикой, дирижёр, аранжировщик.
- 1911
  - Бернард Липпе-Бистерфельдский (ум. 2004), супруг королевы Нидерландов Юлианы, первый президент Всемирного фонда дикой природы.
  - Бернард Херрман (урожд. Максимилиан Херман; ум. 1975), американский композитор и дирижёр, лауреат «Оскара».
- 1925 — Джорджо Наполитано (ум. 2023), итальянский политик, президент Италии (2006—2015).
- 1928 — Владимир Корнилов (ум. 2002), советский и российский поэт, писатель, литературный критик.
- 1929 — Ориана Фаллачи (ум. 2006), итальянская писательница, журналистка, публицист.
- 1930 — Славомир Мрожек (ум. 2013), польский драматург, прозаик, сатирик, художник.
- 1934 — Людмила Сосюра, актриса театра и кино, заслуженная артистка Украинской ССР.
- 1936 — Резо Габриадзе (ум. 2021), грузинский киносценарист, режиссёр-кукольник, художник, скульптор.
- 1941 — Тиэко Байсё, японская актриса, сэйю и певица.
- 1944 — Гэри Бьюзи, американский актёр кино и телевидения.
- 1947
  - Брайан Герберт, американский писатель-фантаст.
  - Ричард Льюис (ум. 2024), американский комик и актёр.
  - Валерий Шанцев, российский государственный деятель, губернатор Нижегородской области (2005—2017).
- 1948 — Иэн Пейс, британский барабанщик-виртуоз, участник рок-группы Deep Purple.
- 1951 — Гэри Джин Грант, американский серийный убийца.
- 1953 — Колин Хэй, австралийский композитор, певец, музыкант и актёр, бывший вокалист группы Men at Work.
- 1957
  - Мария Кончита Алонсо, американская певица и актриса кино и телевидения.
  - Гурбангулы Бердымухамедов, 2-й президент Туркменистана (2007—2022).
- 1964
  - Ольга Машная, советская и российская актриса театра и кино, заслуженная артистка РФ.
  - Сосо Павлиашвили, советский, российский и грузинский эстрадный певец, композитор, актёр.
- 1966 — Летиция Габриелли, французская актриса кино и телевидения.
- 1968 — Теорен Флёри, канадский хоккеист, олимпийский чемпион (2002).
- 1969
  - Авдотья Смирнова, российская телеведущая, сценарист, кинорежиссёр, публицист.
  - Марк Джордан (DJ Pooh), американский музыкальный продюсер, рэпер, сценарист, актёр, режиссёр и актёр озвучивания.
- 1971 — Кристина Чанг, американская телевизионная актриса.
- 1972
  - Сергей Капков, российский телеведущий, киновед, историк анимации, сценарист и режиссёр.
  - Саманта Смит (погибла в 1985), американская школьница — «посол доброй воли».
  - Джош Дэвис (DJ Shadow), американский музыкант, тёрнтейблист.
- 1974 — Сергей Обухов, советский и российский хоккеист с мячом, 5-кратный чемпион мира.
- 1977 — Зулейха Робинсон, британская актриса кино и телевидения.
- 1978 — Николь Шерзингер, американская певица, актриса, танцовщица, автор песен, фотомодель.
- 1979 — Клементин Форд, американская актриса кино и телевидения.
- 1980 — Тея Грегорин, словенская биатлонистка, 4-кратная чемпионка мира.
- 1982 — Диана Морозова, российская актриса театра и кино.
- 1983
  - Лусине Тишинян, российская актриса театра и телевидения.
  - Илья Яшин, российский политик и общественный деятель, политзаключённый.
- 1984
  - Сергей Захарчук, украинский спортсмен, призёр чемпионата мира среди любителей силового троеборья.
  - Маурицио Пишиотту(Salmo), итальянский рэпер.
  - Башир Ягами (Dizaster), американский баттл-рэпер.
- 1985 — Марюс Жюкас, литовский легкоатлет.
- 1986
  - Серена Диб, американский рестлер.
  - Ричард Вриленд (Disasterpeace), американский композитор и музыкант.
- 1987 — Ким Сон Мин, южнокорейский дзюдоист.
- 1988
  - Эльнур Мамедли, азербайджанский дзюдоист.
  - Эвер Банега, аргентинский футболист.
- 1989 — Руслан Агаев, азербайджанский телеведущий, журналист и режиссер.
- 1990
  - Сердар Аннаоразов, туркменский футболист.
- 1991 — Эддисон Тимлин, американская актриса театра, кино и телевидения.
- 1991 - Кавай Леонард, американский баскетболист.
- 1993 — Оливер Три, американский певец, продюсер и комик.
- 1994
  - Камила Мендес, бразильско-американская актриса.
  - Леандро Паредес, аргентинский футболист, чемпион мира (2022).
  - Батист Алоэ, французский футболист.
- 1995 — Ирина Автина, российский боксёр.
- 1996 — Андреас Грубер, австрийский футболист.
- 1997 — Лоука Прип, датский футболист.
- 1998
  - Майкл Портер, американский баскетболист.
  - Джон Мухарремай (Gjon’s Tears), швейцарский певец, участник Евровидения 2021.
- 1999
  - Никита Володин, немецкий фигурист.
  - Фэн Цзыци, китайская спортсменка, призёр летних Олимпийских игр 2024 года.
- 2000 — Шон Адевойе, бельгийский футболист.
- 2001 — Гуннар Хендерсон, американский бейсболист.
- 2002 — Дмитрий Адамов, российский борец классического стиля.
- 2003
  - Джуд Беллингем, английский футболист.
  - Konfuz, российский и армянский поп- и рэп-исполнитель.
- 2004 — Илья Дериглазов, российский шашист.
- 2005 — Пабло Лара, мексиканский футболист.

## Скончались
См. также: Категория:Умершие 29 июня

### До XIX века
- 1520 — Монтесума II (р. 1466 или 1467), император ацтеков (1502—1520).
- 1779 — Антон Рафаэль Менгс (р. 1728), немецкий живописец.

### XIX век
- 1831 — Генрих Фридрих Штейн (р. 1757), прусский государственный деятель, отменивший в стране крепостное право.
- 1837 — Натаниель Мэйкон (р. 1757), американский политик, сенатор от Северной Каролины.
- 1852 — Григорий Лангсдорф (р. 1774), российский исследователь, натуралист и этнограф.
- 1855
  - Джон Горри (р. 1803), американский врач, изобретатель первых в США холодильных установок.
  - Дельфина Жирарден (р. 1804), французская писательница.
- 1861 — Элизабет Браунинг (р. 1806), английская поэтесса.
- 1889 — Николай Чехов (р. 1858), русский художник, пианист и скрипач, старший брат писателя А. П. Чехова.
- 1890 — Александр Паркс (р. 1813), английский металлург, изобретатель первого искусственного пластика.
- 1895 — Томас Генри Хаксли (р. 1825), английский зоолог-эволюционист, популяризатор науки.

### XX век
- 1919 — расстрелян Александр Рагоза (р. 1858), российский генерал от инфантерии, военный министр Украинской Державы.
- 1926 — Фридрих Карл Гинцель (р. 1850), австрийский астроном.
- 1940
  - Пауль Клее (р. 1879), швейцарский художник-авангардист.
  - расстрелян Николай Суханов (р. 1882), российский экономист и публицист, участник революционного движения.
- 1941
  - погиб Андрей Кижеватов (р. 1907), один из руководителей обороны Брестской крепости, Герой Советского Союза.
  - Игнаций Ян Падеревский (р. 1860), польский пианист, композитор и политик, 2-й премьер-министр Польши (в 1919).
- 1967 — Джейн Мэнсфилд (р. 1933), американская киноактриса, секс-символ Голливуда 1950—60-х годов.
- 1969 — Моиз Чомбе (р. 1919), глава отделившейся в 1960—1963 гг. конголезской провинции Катанга.
- 1976 — Вера Варсанофьева (р. 1890), геолог, заслуженный деятель науки РСФСР.
- 1980 — Филипп Агальцов (р. 1900), советский маршал авиации, Герой Советского Союза.
- 1981 — Евгений Харитонов (р. 1941), русский советский поэт, прозаик и драматург, режиссёр.
- 1982 — Генри Кинг (р. 1886), американский актёр и кинорежиссёр, обладатель «Золотого глобуса».
- 1994 — Курт Эйхорн (р. 1908), немецкий дирижёр.
- 1995 — Лана Тёрнер (урожд. Джулия Джинн Тёрнер; р. 1921), американская киноактриса, звезда 40—50-х гг.
- 1998 — Галина Брежнева (р. 1929), дочь Генерального секретаря ЦК КПСС Л. И. Брежнева.
- 2000
  - Витторио Гассман (р. 1922), итальянский актёр театра и кино, кинорежиссёр.
  - Андрей «Дюша» Романов (р. 1956), советский и российский рок-музыкант, флейтист (группы «Аквариум», «Трилистник»).

### XXI век
- 2002
  - Розмари Клуни (р. 1928), американская поп- и джазовая певица.
  - Франсуа Перье (наст. имя Франсуа Пийю; р. 1919), французский актёр театра и кино.
- 2003 — Кэтрин Хепбёрн (р. 1907), американская киноактриса, обладательница премий «Оскар», «Эмми» и мн. др.
- 2016 — погиб Василий Слипак (р. 1974), украинский оперный певец, солист Парижской национальной оперы.
- 2017 — Олег Яковлев (р. 1969), российский певец, участник группы «Иванушки International».
- 2020
  - Карл Райнер (р. 1922), американский актёр, кинорежиссёр, сценарист и продюсер, лауреат 9 «Эмми» и премии «Грэмми».
  - Ирина Тюлина (р. 1922), советский и российский учёный-механик и историк науки.
- 2024
  - Сергей Дюжиков (р. 1948), советский, российский и американский гитарист, участник коллективов «Скифы», «Голубые гитары», «Цветы» (Группа Стаса Намина).
  - Лалла Латифа Хамму (р. 1946), вдова короля Марокко Хасана II, мать Мухаммеда VI.

## Приметы
Тихон-утишитель
- На Тихона солнце идёт тише.
- У Земли самый тихий ход в году.
- На Тихона певчие птицы затихают (кроме соловья и кукушки).
- В этот день заканчивается молодое лето, подходит зрелое[8].
- Заканчивается поздний сев ярового хлеба.
- Лист на дереве полон, так и сеять полно.
- На Тихона возят навоз на пар.